# Сеславино (Ярославская область)
Сеславино — село в Ярославском районе Ярославской области России,  входит в состав Туношенского сельского поселения. 

## География
Расположено в 14 км на юго-запад от центра поселения села Туношна и 26 км на юго-восток от южной границы Ярославля.

## История
Первая церковь в селе Казанской Пресвятой Богородицы основана в 1780 году и заключала в себе три престола: Казанской Божией Матери, св. вмч. Димитрия Солунского и св. чудотв. Николая. Время построения второй Рождественской церкви относится к 1788 году. Престолов в ней было два: Рождества Христова и св. чуд. Николая.
В конце XIX — начале XX село входило в состав Никольской волости Ярославского уезда Ярославской губернии. В 1883 году в селе было 83 двора.
С 1929 года село являлось центром Сеславинского сельсовета Ярославского района, в 1944 — 1959 годах — в составе Бурмакинского района, с 1954 года — в составе Лютовского сельсовета, с 2005 года — в составе Туношенского сельского поселения.

## Население
| 1859 | 1883 | 2007 | 2010 |
| ---- | ---- | ---- | ---- |
| 448  | ↘414 | ↘57  | ↘56  |

## Достопримечательности
В селе расположена действующая Церковь Казанской иконы Божией Матери (1780) и недействующая Церковь Рождества Христова (1788).